# サンマリノの世界遺産
サンマリノの世界遺産（サンマリノのせかいいさん）について述べる。サンマリノの世界遺産条約批准は1991年10月18日のことであった。以下は第38回世界遺産委員会（2014年）終了時点の情報である。

## 文化遺産

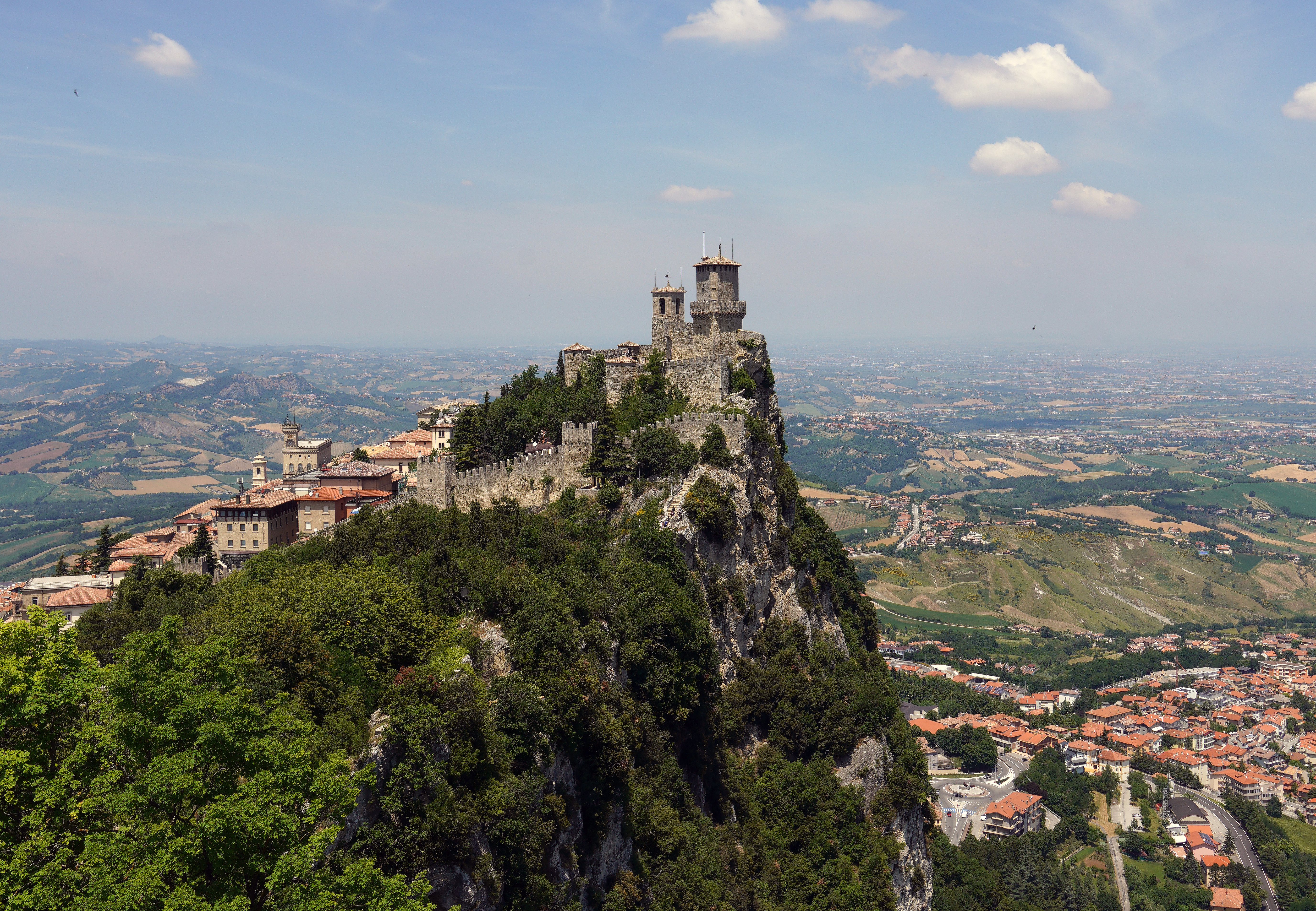
サンマリノの歴史地区とティターノ山

- サンマリノの歴史地区とティターノ山 - 2008年

## 自然遺産
なし

## 複合遺産
なし

## 暫定リスト
世界遺産の暫定リストに記載されている物件はない。